# 欧尔班·阿帕德
欧尔班·阿帕德（匈牙利語：Orbán Árpád，1938年3月14日—2008年4月26日），匈牙利男子足球运动员，司职后卫。他曾代表匈牙利参加1964年夏季奥林匹克运动会足球比赛，获得一枚金牌。